# Roger Hübner
Roger Cziwerny (* 30. Oktober 1967 in Berlin als Roger Hübner) ist ein deutscher Designer und Schauspieler.

## Leben
Ab seinem 12. Lebensjahr sammelte Cziwerny schauspielerische Erfahrungen. In der Kinderserie Sternensommer spielte er zusammen mit Oliver Korittke seine erste Hauptrolle. Weitere Haupt- und Nebenrollen in Produktionen wie Die Schwarzwaldklinik, Mandara, Liebe hat seine Zeit, Insel der Träume, Die Laurents, Magic, Die Gartenlaube, Molle mit Korn, Wedding und Agentur Herz folgten.
Parallel betätigte er sich als Fotograf und näherte sich darüber dem Bereich Design. Nach seiner Grafik-Design-Ausbildung am Lette-Verein Berlin arbeitete er selbständig unter den Namen "FUNfactory" und "BlackBox" zusammen mit Thomas Marecki und Jens Eidinger. Er ging anschließend als Art-Director zur Werbeagentur CONNEX und baute neben der klassischen Agenturbetreuung den Bereich des Web-Publishings auf. In Frankfurt am Main leitete er anschließend die Abteilung Screendesign bei der Firma START Media Plus.
Nach einem Jahr begann er in Berlin an der Mediadesign Hochschule Semiotik und Design zu unterrichten. Neben seiner Lehrtätigkeit arbeitete er selbständig unter dem Namen „webjuice“ und veröffentlichte 2000 sein erstes Buch mit dem Titel Was kostet Web-Design? gemeinsam mit Florian Breßler und Stefan Rohloff. Es folgten die Titel CD – Corporate Design, Kosten und Nutzen und Piktogramme und Icons. 2005 übernahm er eine private Professur an der Mediadesign Hochschule in Berlin zum Thema Semiotik und Design.

## Filmografie
- 1980: Sternensommer
- 1983: Mandara
- 1985: Schwarzwaldklinik: Die falsche Diagnose
- 1988: Molle mit Korn
- 1989: Wedding